# Bem independente
Bem independente é a denominação, em economia dada a um bem cuja demanda não varia quando de uma variação do preço de outro bem.
O termo em questão refere-se, em geral, a dois ou mais bens em estudo.
Por exemplo, se o preço do fiambre aumentar, o preço do queijo permanece inalterado, pois o queijo e o fiambre são bens independentes.